# Dorfkirche Wulkow (Wusterhausen/Dosse)

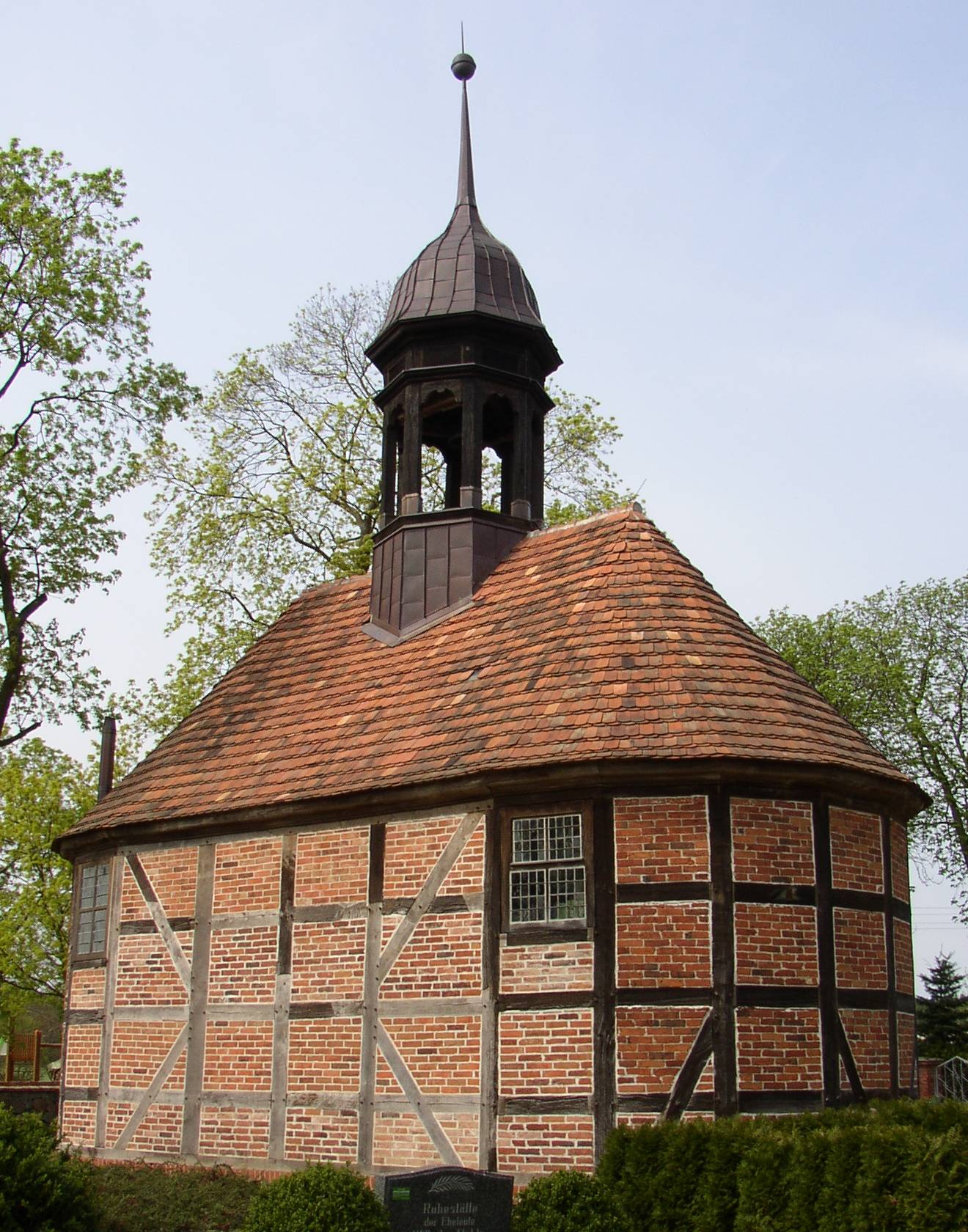
Dorfkirche in Wulkow

Die evangelische Dorfkirche Wulkow ist eine Saalkirche in Wulkow, einem Ortsteil der Gemeinde Wusterhausen/Dosse im brandenburgischen Landkreis Ostprignitz-Ruppin. Die Kirchengemeinde gehört dem Pfarrsprengel Wusterhausen im Kirchenkreis Prignitz der Evangelischen Kirche Berlin-Brandenburg-schlesische Oberlausitz an. Das Gebäude steht unter Denkmalschutz.

## Baubeschreibung
Es handelt sich um eine 1692 errichtete Fachwerkkirche mit einem gestreckt polygonalen Grundriss. In der Mitte befindet sich ein großer Dachreiter mit einer offenen Laterne und einer Schweifhaube. Das Kircheninnere wurde im Jahr 1930 restauriert. Zur Ausstattung gehört ein holzgeschnitztes, barockes Kruzifix, das etwas unterlebensgroß ist.